# Szíb
Esz-Szíb (arab betűkkel السيب [as-Sīb]) város Omán északi részén, az Ománi-öböl partvidékén, a fővárostól, Maszkattól mintegy 40 kilométerre nyugatra. Maszkat kormányzóság székvárosa. 
Egészen a 20. század második feléig csendes halásztelepülés volt, majd az 1970-ben trónra kerülő Kábúsz bin Szaíd szultán modernizációs politikájának és infrastrukturális fejlesztéseinek köszönhetően napjainkra élénk kikötőváros, kereskedelmi és ipari központ lett. A város saját repülőtérrel is rendelkezik (neve 2007 decembere óta Maszkati nemzetközi repülőtér), itt összpontosul az ománi légi forgalom döntő hányada. A 2003-as népszámlálás szerint esz-Szíb 223 449 lakosával az ország legnépesebb települése, mai becsült lakossága eléri a 280 ezret.